# Araspes
Araspes (Ἀράσπης fou un noble mede amic de Cir II el Gran de Pèrsia (fundador de l'imperi Persa que va governar (550 aC–529 aC).
Fou enviat al camp del rei lidi Cressos com si fos un desertor, per inspeccionar les condicions de les forces d'aquest rei, i després va tornar al camp persa, i a la batalla va dirigir l'ala dreta de l'exèrcit de Cir vers el 539 aC.